# Dobrý konec vše napraví

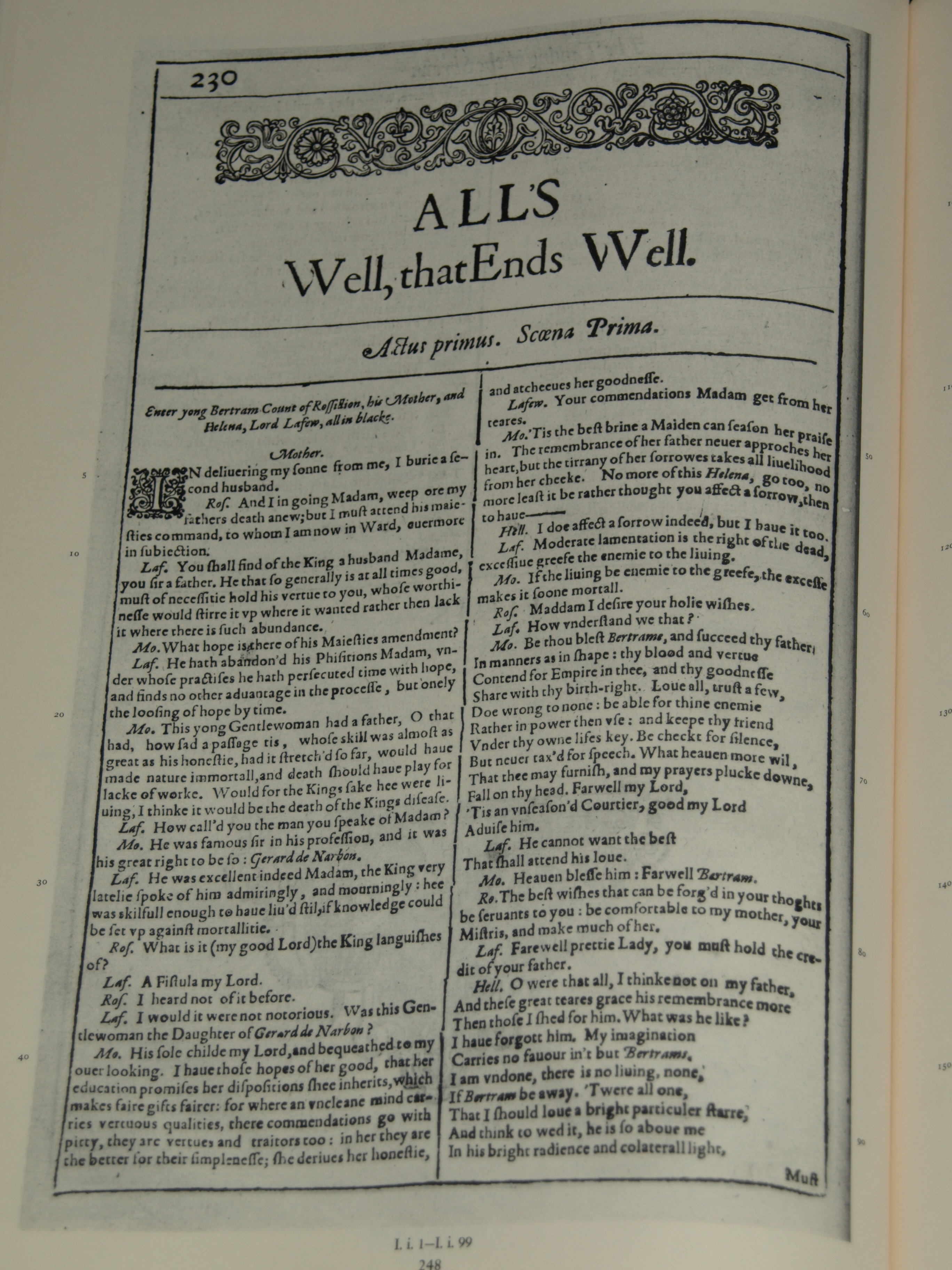
Faksimile první strany hry Dobrý konec vše napraví z vydání z roku 1623.

Dobrý konec vše napraví (anglicky: All's Well That Ends Well) je komedie Williama Shakespeara, zřejmě napsaná v roce 1604 nebo 1605. Hra je založena na devátém příběhu z třetího dne z Dekameronu Giovanniho Boccaccia.

## Postavy
- Král Francie
- Vévoda z Florencie
- Bertram, hrabě z Roussillonu
- Hraběnka, Bertramova matka
- Šašek v její domácnosti
- Helena, dívka pod ochranou hraběnky
- Lafeu
- Parolles, Bertramův následovník
- Vdova z Florencie
- Diana, její dcera
- Violenta a Mariana, sousedky a přítelkyně vdovy

## Děj

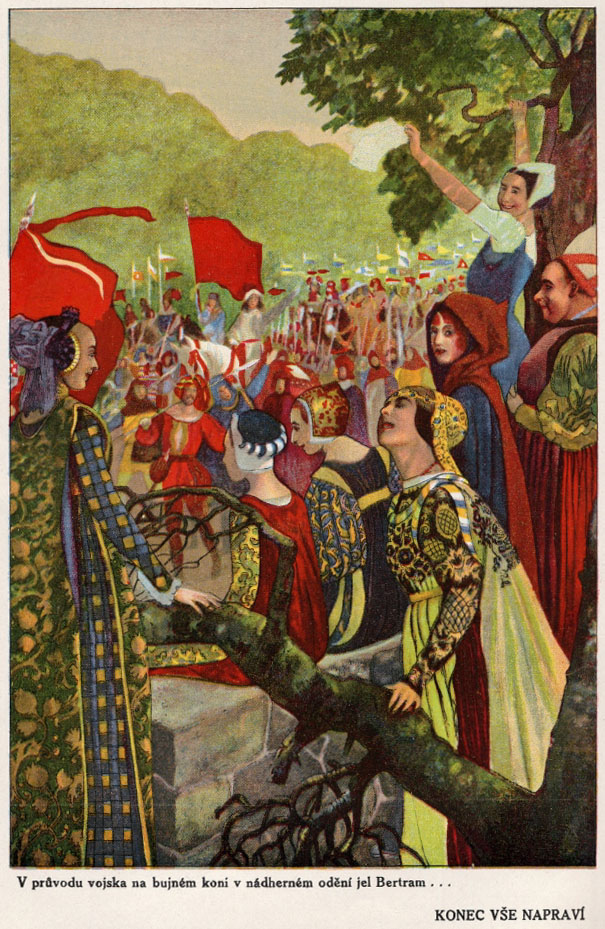
Bertram v průvodu na koni, ilustrace Artuše Scheinera.

Helena, osiřelá dcera slavného lékaře, je chráněnkou hraběnky z Rousillonu a beznadějně zamilovaná do jejího syna, hraběte Bertrama, který byl poslán ke dvoru francouzského krále. Přestože je krásná a není chudá, nemá šanci Bertrama získat, protože je nízkého původu a on je šlechtic. Když se však Helena dozví, že král je nemocný, odejde do Paříze a za pomoci umění svého otce krále uzdraví. Za odměnu může Helena žádat o ruku jakéhokoliv muže v království a vybírá si Bertrama. Její nový manžel je však svou nevěstou zděšen a brzy utíká v doprovodu ničemy jménem Parolles z Francie, aby se dal do služeb vévody z Florencie.
Helena je poslána zpět domů k hraběnce a dostává od Bertrama dopis, ve kterém píše, že nikdy nebude jejím skutečným manželem, dokud Helena nezíská rodinný prsten z jeho prstu a neotěhotní - a Bertram tvrdí, že ani jedno z toho se nestane. Moudrá hraběnka, která má Helenu ráda a sňatek schvaluje, se ji snaží utěšit, ale rozrušená mladá žena opouští Rousillon a má v plánu podniknout nábožensku pouť.
Bertram se ve Florencii stal generálem vévodovy armády. Helena přijíždí do města a zjišťuje, že její manžel se snaží svést Dianu, panenskou dceru milé vdovy. Diana si přeje zůstat pannou, a tak jí Helena pomůže Bertrama napálit - Bertram dává Dianě svůj prsten na znamení své lásky a když v noci přijde do jejího pokoje, v posteli je Helena. Miluje se s ní, aniž by tušil, o koho se jedná.
V té době dva muži z armády zjišťují, že Parolles je zbabělec a padouch, a tak u Bertrama upadne v nemilost. Mezitím do tábora přicházejí falešní poslové se zprávou, že Helena je mrtvá. Válka se blíží k závěru a Bertram se rozhoduje, že se vrátí do Francie. Aniž by to věděl, vrací se i Helena, kterou doprovází Diana a její matka.
V Rousillonu všichni truchlí nad Heleninou smrtí. Na návštěvu přijel i král, který souhlasí s Bertramovým sňatkem s dcerou starého, věrného pána jménem Lafeu. Král si všimne, že Bertram má na ruce prsten, který dříve patřil Heleně - byl to králův dar poté, co mu zachránila život. Tento prsten prsten dala ještě ve Florencii Helena Dianě, která ho věnovala svému potenciálnímu milenci. Bertram nedokáže vysvětlit, jak k němu přišel, ale objevují se Diana a její matka, které vysvětlují svůj trik. Přichází také Helena, která manželovi sděluje, že obě jeho podmínky splnila. Bertram Helenu přijímá jako svou pravou manželku, ale v mnoha moderních interpretacích mezi nimi zůstává hořkost.